# フレガート (レーダー)
フレガート（ロシア語: Фрегат、英: Fregat、フリゲートの意）は、ロシアのサリュート設計局により開発された艦載3次元レーダー。順次に改良・発展型が配備され、ソビエト連邦海軍およびロシア海軍において、対空捜索用として広く採用されている。

## フレガート/フレガート-M
MR-710「フレガート」（露: Фрегат）は、もっとも初期に開発された機種であり、NATO名は Top Steer（トップ・スティア）。主任設計官はレオニード・A・ロジオノフであった。
前任のMR-310「アンガラーA」（NATO名 Head Net）などと同様に、180度背中合わせに配置した2つのレーダー面をもつバック・トウ・バック方式を採用しており、これは以後のフレガート・ファミリーにおいても踏襲された。本機においては、アンテナとしては縦長と横長のパラボラアンテナが1面ずつ用いられている。使用周波数はS(E)バンド (2〜2.5 GHz)、最大探知距離は、当初は145–150 km (78–81 nmi)であったが、後の改修で300 km (160 nmi)まで延伸された。
またのちに、改良型のMR-710M「フレガート-M」（露: МР-710М «Фрегат-М»）を経て、2面のアンテナのうちの縦長のパラボラアンテナを四角形のプレーンアンテナに変更したMR-710M-1「フレガート-M1」が登場した。これは「プレート・スティア」のNATO名を付与された。
搭載艦
- 956型駆逐艦（ソヴレメンヌイ級）
- 1143型重航空巡洋艦（キエフ級）
- 1144型重原子力ミサイル巡洋艦（キーロフ級）
- 1164型ミサイル巡洋艦（スラヴァ級）

## フレガート-MA
MR-750/760「フレガートMA」（露: Фрегат-МА）は、アンテナを両面ともにプレーンアンテナとするとともにデジタル信号処理を導入したシリーズの最新型であり、「トップ・プレート」のNATO名を付与されている。
搭載艦
- 956型駆逐艦（ソヴレメンヌイ級） ※6番艦以降
- 1135.1型国境警備艦（クリヴァク-III型）
- 1143.5型重航空巡洋艦「アドミラル・クズネツォフ」
- 11430型航空母艦「ヴィクラマーディティヤ」
- 11540.2型警備艦「ヤロスラフ・ムードルイ」
- 1155型大型対潜艦（ウダロイ級）
- 1914.1型測定艦「マーシャル・クルイロフ」

### フレガート-M2
「フレガート-M2」（露: Фрегат-М2）は、シリーズの軽量型として開発された。現在では発展型の「フレガート-M2EM」（Фрегат-М2ЭМ）も配備されており、こちらは、有効探知距離230 km（対戦闘機）、50 km（対ミサイル）とされている。
搭載艦
- ミサイル給兵艦「アレクサンドル・ブリキン」
- 11540.1型警備艦「ネウストラシムイ」
- タルワー級フリゲート

### フレガート-MAE
フレガートMAE（露: Фрегат-МАЭ）または MR-755 はフレガート-MAシリーズの輸出型であり、最大探知距離150 kmとされている。
「フレガート-MAE」および「フレガート-MAE-1」はプレーンアンテナ1面のみを有しており、Half Plate（ハーフ・プレート）のNATO名を付与されている。これらの背面には、アメリカのAN/SPS-6で見られたような風圧バランス用のベーンが設置されている。
一方、「フレガート-MAE-2」および「フレガート-MAE-5」は「フレガート-MA」と同様にプレーンアンテナ2面を有しており、Top Plate-B（トップ・プレートB）のNATO名を付与されている。
| MR-750「フレガートMA」 |  | 「フレガート-MAE」 |
| MR-750「フレガートMA」 |  | 「フレガート-MAE」 |

搭載艦
- デリー級駆逐艦

### 382型レーダー

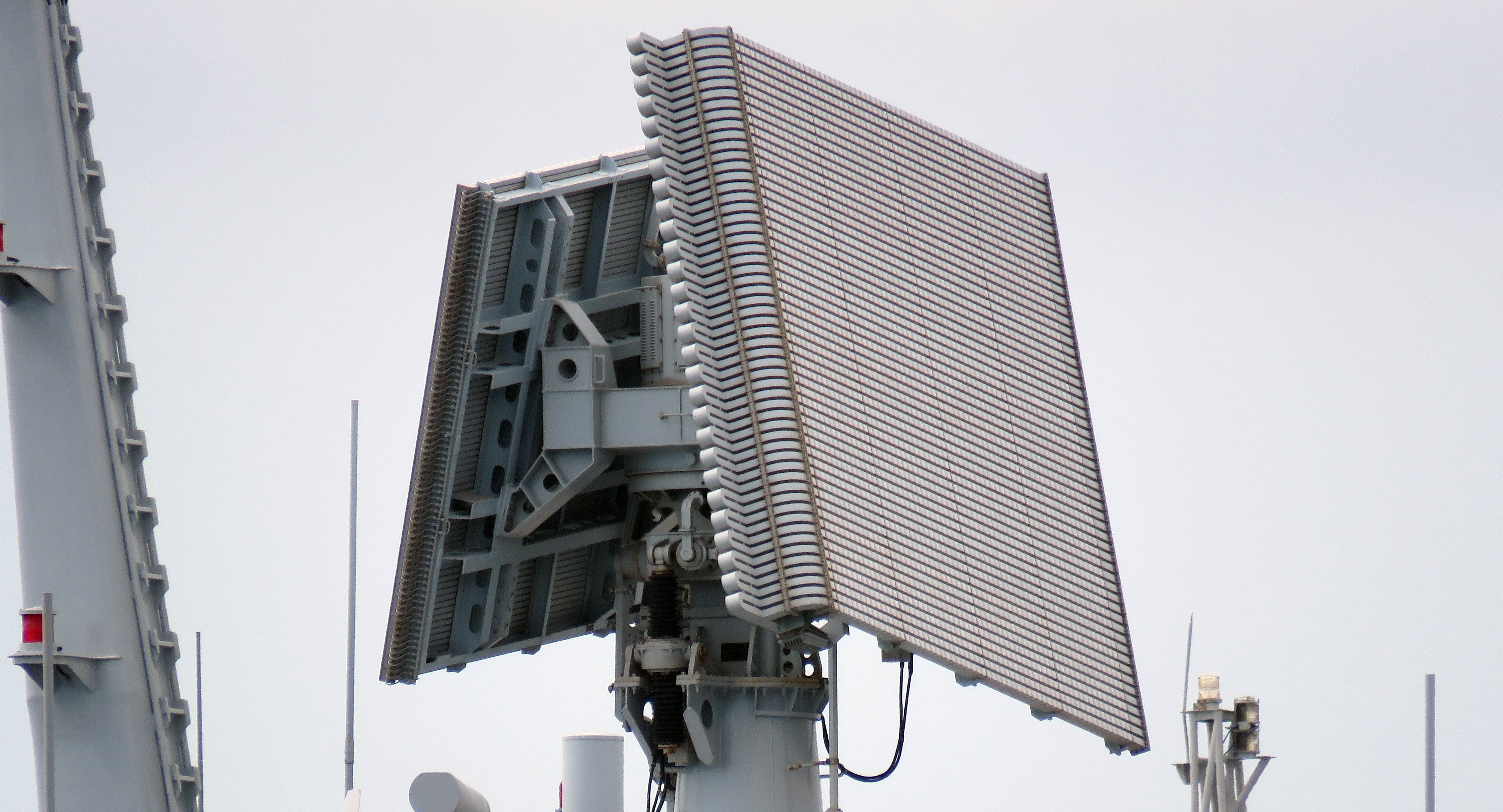
Type 382 installed on a 054A型フリゲート.

382型レーダー・H/LJQ-382 レーダーと、フレガート-MAE-3との関係は明らかではない。2015年にサラ・キルヒバーガーおよびジェーン海軍年鑑2015–2016によってフレガートの一種もしくはそのリバースエンジニアリングバージョンとされたが、ポール・シュワルツはロシアのレーダーに比べて「かなり進歩している」と述べている。2020年、ヴェルトハイムは中国の呼称と併せて Top Plate という用語を使用した。
搭載艦
- 052B型駆逐艦（広州級）
- 051C型駆逐艦（瀋陽級）
- 054A型フリゲート（江凱-II型）
- 空母「遼寧」
- 075型強襲揚陸艦